# 길링엄

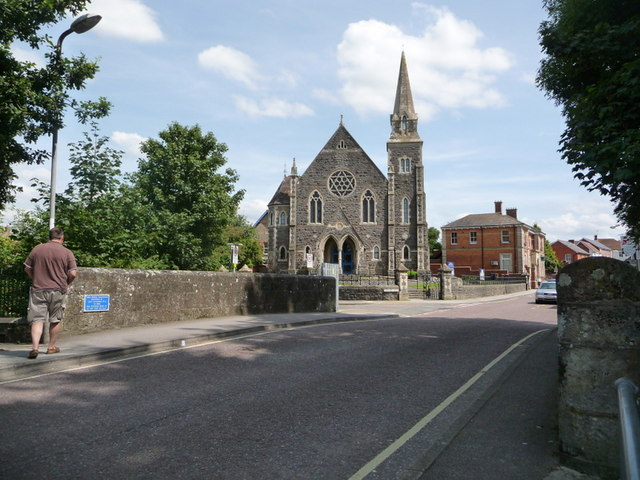

길링엄(Gillingham, i/ˈɡɪlɪŋəm/)은 영국 잉글랜드 사우스웨스트잉글랜드 지역 도싯주의 도시이다. 인구는 11,756 (2011)이다.